# Ісаак I Комнін
Ісаак I Комнін (грец. Ἰσαάκιος Α' Κομνηνός, 1005 — 1061) — імператор Візантії з 1057 по 1059 рік.
Ісаак був сином офіцера війська Василія II на ймення Мануїл Комнін. Він належав до досить багатого і впливового роду Комнінів. Комніни вперше виходять на історичну арену під час правління Василя Болгаробійці.
У результаті шлюбу з Катериною, дочкою останнього болгарського царя Івана Владислава (1018), Ісаак отримав величезні багатства. Рано втратив батька. Ісаак і його молодший брат Іоанн, перебуваючи під опікою імператора, здобули освіту в Студійському монастирі і після військової  підготовки були зараховані до етерії (гвардії). У 1028—1038 роках був катепаном феми Іверії з титулом патрикія. З 1038 до 1055 року обіймав посади вестарха і дуки, отримавши титул магістра. Підозріла імператриця Феодора відняла у нього управління Азією — навесні 1056 року, коли воєначальники та правителі фем зібралися в столиці для отримання руги, Ісаака було усунуто з посади стратопедарха Сходу. За цим його заслано до власного маєтку.
Після її смерті землевласницька аристократія виставила його своїм імператором під час повстання проти наступника Феодори, Михайла VI Стратіотіка.
Проголошений у 1057 році імператором, Ісаак після перемоги при Нікеї змусив Михайла VI відректися від престолу. Він енергійно взявся за внутрішні справи імперії, призначаючи на пости держави своїх союзників і проводячи фінансову реформу.
У 1059 році він відбив напади печенігів та угорців на північні кордони. Після вдалого походу в 1059 році серйозно захворів і призначив своїм спадкоємцем Костянтина Дуку, оскільки його єдиний син  Мануїл (від Катерини Болгарської) на той час помер. 
Хоча скоро одужав, як йому здавалося раніше, від смертельної хвороби, залишився у монастирі. Через два роки помер ченцем, залишивши декілька літературних творів.